# Старши лейтенант
Старши лейтенант (в Царство България поручик) е военно звание от младшия офицерски състав във въоръжените сили на България и други държави. Думата лейтенант има френски произход и идва от lieu (място) и tenant (държащ). Използва се и в другите видове въоръжени сили – ВМС и ВВС.
| Военни звания     |                  |                 |
| младши: Лейтенант | Старши лейтенант | старши: Капитан |

Старши лейтенант е по-висшестоящ от лейтенант и по-нисшестоящ от капитан. Обикновено командва войсковото подразделение рота.
В миналото вместо старши лейтенант се използва званието поручик, което се присвоява след званието подпоручик.